# ویلیام مالاندرا
ویلیام مالاندرا (به انگلیسی: William Malandra) در 1942 در فیلادلفیا به دنیا آمد . مدرک لیسانس فلسفه اش را در سال 1964 از کالج هاورفورد دریافت کرد . سپس در 1966 فوق لیسانس ادیان‌شناسی را در دانشگاه براون و در 1971 زبانشناسی هندی-ایرانی در دانشگاه پنی سیلویا دریافت کرد . تز دکترای او تحت اداراه  پروفسور مارک درسدن، فرَوَشی یَشت بود . او به مدت 30 سال تاریخ باستان ایران و هند را در دانشگاه مینه‌سوتا تدریس می‌کرد تا اینکه در سال 2003 بازنشسته شد . بعد از آن به عنوان آسیا‌شناس به دانشگاه تکزاس تا سال 2007 پیوست و دروس مربوط به زرتشتیان و ایران باستان را تدریس کرد

## آثار
- An Introduction to Ancient Iranian Religion. Malandra, William, University of Minnesota, Author, 1983.
- Zarathushtra's Place and Time: a Scholar's Perspective. Malandra, William, Fezana Journal, X.3, pp. 26–27, Author, 1997.
- Avestan z_nu-dr_jah-: an Obscene Gesture. Malandra, William, Indo-Iranian Journal, 22, pp. 283–286, Author, 1980.
- Atharvaveda 2.27: Evidence for a Soma-amulet. Malandra, William, Journal of the American Oriental Society, 99, pp. 220–224, Author, 1979.
- On the Meaning of rayi-/r_y in the Avesta and Rgveda. Malandra, William, Zeitschrift fí¼r vergleichende Sprachforschung, 86, pp. 312–321, Author, 1972.